# Bere-Tai
Bere-Tai (Beretai, Bertai) ist eine osttimoresische Aldeia im Suco Liurai (Verwaltungsamt Maubisse, Gemeinde Ainaro). 2015 lebten in der Aldeia 361 Menschen. Sie liegt nordöstlich des Zentrums des Sucos Liurai. Westlich befindet sich die Aldeia Mau-Mude, östlich die Aldeia Erbean und nördlich die Aldeia Hoho-Naro. Eine Straße durchquert das Zentrum der Aldeia. An ihr liegen verstreut einzelne Häuser und der Weiler Bere-Tai im Norden der gleichnamigen Aldeia.